# Адей Алектрион
Адей Алектрион (на старогръцки: Ἀδαῖος Ἀλεκτρυών) е македонски военачалник на македонския цар Филип II. Той е убит през 353 пр. Хр. в битката при Кипсела против атинските войски, командвани от Харес.